# Закон Еммерта
Закон Еммерта — психофізична закономірність, пов'язана з особливостями зорового сприйняття. Цей закон названий за іменем німецького психолога Еміля Еммерта (1844–1911), який описав його 1881 року.

## Короткий опис
За Еммертом, післяобраз здається більшого розміру, коли проектується з більшої відстані. Проте не зовсім зрозуміло, чи мав він на увазі середню фізичну відстань або гадану відстань, але більшість авторів припускають, що Еммерт мав на увазі саме гадану відстань.
Сучасне формулювання закону Еммерта виглядає так: об'єкти, які формують на сітківці зображення однакового розміру будуть виглядати різного розміру, якщо вони видаються розташованими на різних відстанях. Зокрема, уявний лінійний розмір об'єкта зростає в міру віддалення його від спостерігача. Ця закономірність має інтуїтивне значення: об'єкт постійного розміру буде проектувати дедалі менші зображення на сітківці у міру віддалення від спостерігача. Аналогічно, якщо зображення двох різних об'єктів на різних відстанях на сітківці однакові, фізичний розмір об'єкта, який знаходиться далі повинен бути більше, ніж той, який ближче.
Математично закон Еммерта може бути сформульовано таким чином:
{\displaystyle D=k\ \cdot \ \alpha \ \cdot r}
де:
- {\displaystyle D} — розмір, що сприймається;
- {\displaystyle k} — коефіцієнт пропорційності;
- {\displaystyle \ \alpha } — кут, під яким видно об'єкт у полі зору (кутовий розмір);
- {\displaystyle r} — уявна відстань до об'єкта.

Коефіцієнт пропорційності {\displaystyle k} має невизначену величину й може бути опущений, оскільки сприйняття розміру людиною достатньо відносне.
Вплив відстані зору на розмір, що сприймається людиною, можна спостерігати, створивши на сітківці післяобраз, який може виникнути, коли дивитися на яскраве світло протягом короткого часу або дивитися на який-небудь об'єкт протягом тривалішого часу. Здається, що предмет збільшується в розмірах, коли проектується на більшій відстані. Проте збільшення розміру, що сприймається, значно менше, ніж можна було б передбачити геометрично, що викликає сумніви в геометричній інтерпретації наведеній вище.
Закон Еммерта тісно пов'язаний з постійністю розміру, і був використаний для пояснення ілюзії Місяця (видимого збільшення Місяця або Сонця, що знаходяться низько над горизонтом у порівнянні з їхніми розмірами на небі).